# 大衛·德賴爾
大衛·德賴爾（英語：David Dreier；1952年7月5日—）是美国的一位政治人物。在1981年至2013年期間，他一直擔任美國眾議院議員。他的選舉區位於加利福尼亞州。他的黨籍是共和黨。他現在居住在比佛利山。